# Exhale
Exhale è un singolo della cantante statunitense Sabrina Carpenter, pubblicato il 3 maggio 2019 come secondo estratto dal suo quarto album in studio Singular: Act II.
La canzone è stata scritta dalla stessa Carpenter, Ross Golan e Johan Carlsson.

## Antefatti
Carpenter ha dichiarato che Exhale è la canzone più difficile da cantare perché diventa molto emotiva. Carpenter l’ha anche descritta la sua canzone più personale e vulnerabile. Carpenter ha iniziato a cantare la canzone al Singular Tour. Dopo l'accoglienza positiva da parte dei suoi fan, Carpenter ha pensato di inserire la canzone in Singular: Act II, prima di decidere di includerla definitivamente nella tracklist.
Nell'aprile 2019, Carpenter ha dichiarato che Exhale sarebbe stato pubblicato molto presto, presumibilmente come singolo. La Carpenter ha ulteriormente alimentato le voci ai Billboard Music Awards 2019, dicendo che avrebbe pubblicato presto la sua "canzone più personale". Il 2 maggio 2019, Carpenter ha annunciato ufficialmente il singolo tramite i suoi social media, ed è stato pubblicata quella notte.

## Descrizione
La canzone è una ballata elettro-R&B midtempo con influenze dance pop. Il testo parla della pressione e dell’ansia presente nella vita.

## Video musicale
Il video musicale della canzone è stato rilasciato il 17 maggio 2019. Il video, diretto da Mowgly Lee, rappresenta la Carpenter che canta in una valle. Jon Blistein di Rolling Stone ha definito il video "semplice ma toccante".

## Esibizioni dal vivo
Exhale è la quindicesima canzone nella set-list del Singular Tour della cantante.

## Formazione
- Sabrina Carpenter - voce
- Johan Carlsson - produzione
- Ross Golan - background vocals
- Mattias Johansson - violino
- David Bukovinszky - cello
- Șerban Ghenea - missaggio
- Chris Gehring - mastering